# 布勒里-圣桑福里安
布勒里-圣桑福里安（法語：Bleury-Saint-Symphorien，法語發音：[blœʁi sɛ̃ sɛ̃fɔʁjɛ̃]）是法国厄尔-卢瓦省的一个旧市镇，于2012年1月1日由市镇布勒里和圣桑福里安堡合并而成。2016年1月1日，布勒里-圣桑福里安与市镇欧诺合并为新市镇欧诺-布勒里-圣桑福里安。 

## 地理
布勒里-圣桑福里安（48°31'1"N, 1°45'39"E）面积17.24 平方千米，位于法国中央-卢瓦尔河谷大区厄尔-卢瓦省，该省份为法国北部内陆省份，北起顺时针与厄尔省、伊夫林省、埃松省、卢瓦雷省、卢瓦-谢尔省、萨尔特省和奧恩省接壤。
与布勒里-圣桑福里安接壤的市镇（或旧市镇、城区）包括：伊姆赖、奥尔凡、伊夫林地区普吕奈。
布勒里-圣桑福里安的时区为UTC+01:00、UTC+02:00（夏令时）。

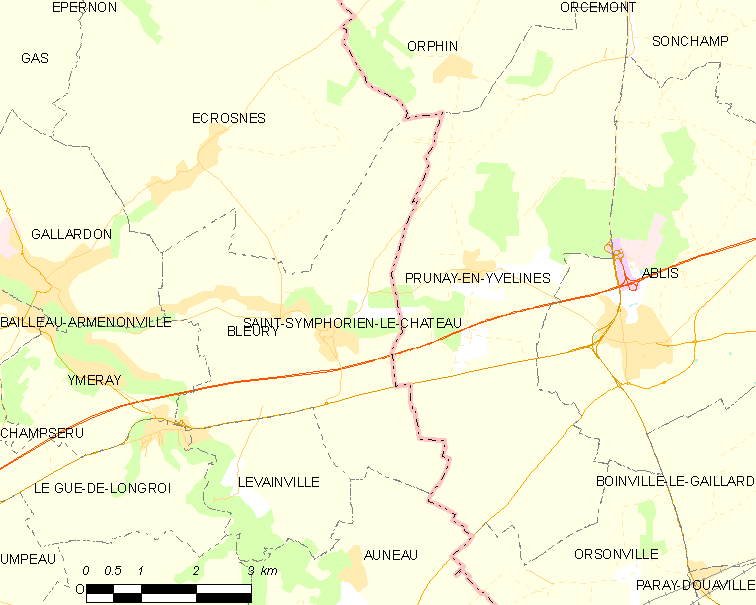
布勒里-圣桑福里安的OSM定位图

## 行政
布勒里-圣桑福里安的邮政编码为28700，INSEE市镇编码为28361。

## 政治
布勒里-圣桑福里安所属的省级选区为欧诺县。

## 人口
布勒里-圣桑福里安于2018年1月1日时的人口数量为1272人。